# Battaglia di Montecatini
La battaglia di Montecatini fu combattuta il 29 agosto 1315 tra Uguccione della Faggiola, in quel momento Signore di Pisa e Lucca e una coalizione di forze delle città di Firenze, Siena, Prato, Pistoia, Arezzo, Volterra, San Gimignano, San Miniato, etc. con l'appoggio degli Angioini di Napoli. Contro ogni aspettativa la battaglia fu vinta nettamente dall'esercito pisano.

## Svolgimento
Si trattava di uno scontro impari. La Repubblica di Firenze era allora una delle nazioni più ricche e potenti d'Europa, con numerose città alleate e l'appoggio degli Angioini guidati da Filippo I d'Angiò, Principe di Taranto e figlio del re di Napoli Carlo II d'Angiò. La Repubblica di Pisa, invece, si trovava in declino dopo la sconfitta nella battaglia della Meloria, mentre Lucca era una città di secondo piano nel primo quarto del XIV secolo e comunque mai troppo entusiasta nell'essere governata dai pisani.
Secondo i cronisti dell'epoca fu proprio la grande sproporzione di forze in campo che indusse soprattutto i fiorentini a sottovalutare la situazione ed a dare per scontato l'esito dello scontro. Firenze ed i suoi alleati non solo non si preoccuparono di motivare e tenere desto lo spirito combattente dei loro uomini, ma sottovalutarono anche l'unico punto di forza dello schieramento pisano, rappresentato da un contingente di 1800 cavalieri mercenari tedeschi. Questi erano scesi in Italia con le truppe imperiali di Enrico VII di Lussemburgo e si trattennero al servizio di Pisa, ben stipendiati ma anche animati da un odio profondo verso Guelfi ed Angioini.
Il Capitano del popolo e Podestà di Pisa, Uguccione della Faggiola, uno dei più valorosi condottieri ghibellini, era temutissimo per il suo grande valore. Fu nominato a Pisa capitano supremo di guerra per dieci anni, riuscendo a ottenere una pace separata con Lucca, nemica di Pisa, il 25 Aprile 1314. Firenze, anch'essa ovviamente nemica dei Pisani, si allarmò di questa pace e in breve tempo riuscì a fare in modo che Lucca se ne ribellasse. Questo indusse Uguccione della Faggiola a occupare la città ribelle. Ciò bastò a scatenare la reazione di Firenze e dei suoi alleati guelfi che si organizzarono in una lega contrapposta a quella ghibellina.

Si arrivò dunque alla durissima battaglia nei pressi di Montecatini. Nonostante l'inferiorità numerica, i pisani e gli alleati ghibellini sbaragliarono l’esercito fiorentino, grazie al proprio valore, all'astuzia di Uguccione, ai cavalieri tedeschi comandati da un cugino dell’Imperatore Enrico VII di Lussemburgo e soprattutto ai famosi e micidiali balestrieri della Repubblica Pisana, che fecero una strage di nemici.
Molti fiorentini, in fuga disordinata inseguiti dai pisani, morirono annegati nella palude di Fucecchio, altri furono trucidati sul posto.

Dei tre capi angioini, Carlo di Acaia morì in combattimento, Pietro detto "Tempesta", conte di Gravina, scomparve probabilmente annegato, Filippo di Taranto, febbricitante, non partecipò neppure alla battaglia e si rifugiò al più presto entro le mura di Firenze.
Tra vittime e prigionieri per i quali si dovettero pagare ingenti riscatti, per Firenze la battaglia si concluse in una vera disfatta. Giovanni Villani, cronista dell'epoca, racconta che ben poche tra le grandi famiglie fiorentine furono quelle che non ebbero a contare lutti al proprio interno a seguito della battaglia. Secondo fonti cittadine pisane, i prigionieri erano di numero superiore rispetto alla capienza delle prigioni cittadine e per questo alcuni furono giustiziati, non prima di essere stati umiliati pubblicamente durante la marcia trionfale in città di Uguccione e dell’esercito pisano.
Questo durissimo colpo sembrava segnare per Firenze la via del declino, ma ciò non durò molto, grazie ai superiori mezzi finanziari fiorentini, con cui la città riuscì, pagando enormi e pesanti dazi, a riscattare buona parte dei prigionieri della battaglia, e a non farsi invadere dai pisani, il cui interesse era maggiormente rivolto a riparare i danni causati dalla battaglia della Meloria, piuttosto che a conquistare le mura guelfe.